# جورج ويليامسون كروفورد
جورج ويليامسون كروفورد (بالإنجليزية: George Williamson Crawford)‏ هو محامي أمريكي، ولد في 21 أكتوبر 1877، وتوفي في 1 أغسطس 1972.